# Тольятті
Толья́тті, до 1964 року Ставрополь або Истарапул (тат. Ыстарапул, рос. Ставрополь) — місто в Російській Федерації, є другим за величиною та значенням містом в Самарській області.
В Тольятті також знаходяться муніципальні органи керівництва Ставропольського району Самарської області.

## Історія
Місто засноване в 1737 році Василем Татищевим як місто-фортеця для захисту російських земель від набігів кочівників і переселення хрещених калмиків. 20 червня 1737 року імператриця Анна Іоаннівна дарувала грамоту хрещеній калмицький княгині Анні Тайшиній, в якій було записано про заснування міста. З цієї дати ведеться відлік історії міста.
За сто років з початку XIX до початку XX століть населення міста практично не зросло: у місті проживало трохи більше 6 тисяч чоловік. Це пов'язано зі значним розвитком землеробства в регіоні. У прилеглому Ставропольському повіті проживало більше 250 тис. чоловік. Працювала одна земська лікарня, 6 навчальних закладів, 2 готелі, 6 фабрик і заводів, 1 водяний і 4 вітряні млини. Унаслідок економічної незначності в 1924 році Ставрополь був перетворений в сільське поселення. Тільки у 1946 році Ставрополю було повернуто статус міста.
На початок 1950-х років в місті налічувалося 12 тисяч жителів, на десяти підприємствах районного значення працювали 750 чоловік.
21 серпня 1950 року було опубліковано ухвалу Ради Міністрів СРСР про будівництво гідровузла на річці Волга. Під час будівництва Жигульовської ГЕС Ставрополь потрапив у зону затоплення Куйбишевського водосховища — і в 1953—1955 роках практично повністю був перенесений на нове місце.
Після цього почалося швидке зростання міста: за 10 км на схід від старого міста було побудовано робітниче селище Комсомольськ, а за 4 км від нього вниз по Волзі — селище Шлюзове. Обидва селища пізніше увійшли до складу нового Ставрополя. У 1957 році було завершено будівництво Волзької ГЕС ім. В. І. Леніна, зведені завод «Волгоцеммаш», електротехнічний завод, хімічні підприємства: завод синтетичного каучуку, «Куйбишевазот» і «Куйбишевфосфор».
28 серпня 1964 року місто було перейменоване на честь італійського комуніста Пальміро Тольятті.
У 1966 році в місті почалося будівництво найбільшого в Росії Волзького автомобільного заводу з виробництва легкових автомобілів. Паралельно з будівництвом заводу зводився і новий житловий район Тольятті — Автозаводський. З жовтня 1966 по вересень 1967 року чисельність міського населення Тольятті зросла вдвічі, до 162 тисяч осіб.
У 1996 проводився загальноміський референдум з питання повернення місту історичного імені. Більше 70 % містян проголосували за збереження назви Тольятті. Також практично не було перейменувань вулиць міста. Проте питання про перейменування як міста, так і окремих вулиць періодично піднімається різними громадськими організаціями.

### Адміністрація
Виконавча влада представлена мерією Тольятті на чолі з мером (з 2012 року — Андрєєв Сергій Ігорович), якій підпорядковані районні адміністрації.
Законодавча влада представлена Міською Думою Тольятті.
Адміністративно Тольятті розділений на три райони: Автозаводський, Центральний (включає мікрорайони Старе місто, селище Портове) та Комсомольський (включає мікрорайони Поволзький, Федорівка (колишні смт), Новоматюшкіне (колишнє селище), Шлюзовий, Нагірний, Жигулівське море).

## Географія
Тольятті розташований у середній течії річки Волги, на її лівому березі, за 95 км вгору за течією від Самари. На протилежному березі знаходяться місто Жигульовськ і Жигулівські гори. Всі три райони міста витягнуто уздовж Волги. Відстань між Центральним і Комсомольським районами 5-7 кілометрів, між Центральним і Автозаводським — близько 3 кілометрів.
З 28 березня 2010 року Тольятті разом з Самарською областю перейшов на Московський час (UTC +3:00 узимку/ UTC +4:00 влітку). Як і раніше, час Самарської області відрізняється від поясного часу на одну годину, тому що на всій території Росії діє декретний час.
Раніше Тольятті знаходився в часовому поясі, що позначався за міжнародним стандартом як Samara Time Zone (SAMT/SAMST). Зсув відносно UTC становив +4:00 (SAMT, зимовий час) / +5:00 (SAMST, літній час), оскільки діє перехід на літній час. Щодо Московського часу часовий пояс мав постійний зсув +1 година і позначався в Росії відповідно як MSK+1. Час Самари відрізнявся від поясного часу на одну годину, оскільки на території Росії діє декретний час.

### Клімат

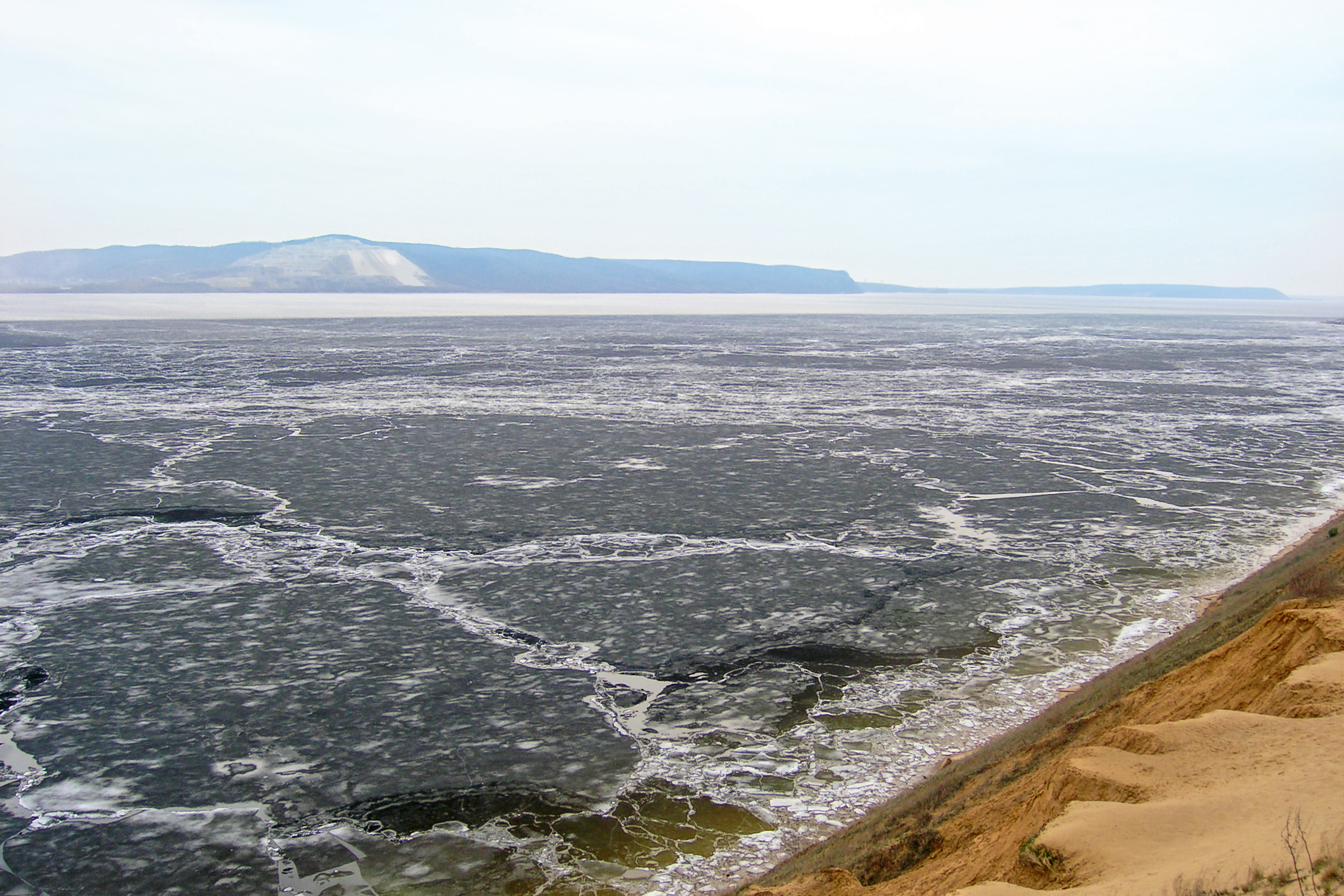
Куйбишевське водосховище в середині квітня (На протилежному березі Жигулівські гори)

Континентальний клімат істотно пом'якшений Куйбишевським водосховищем: середня температура січня −13 °C, середня температура липня +21 °C. Абсолютний максимум температури влітку зафіксований на рівні +39 °C, абсолютний мінімум взимку -43 °C. Середньорічна температура — +4,2 °C. Кількість сонячних годин (днів) в році — 2113 годин (285 днів).
Початок льодоставу на водоймищах міста — листопад, грудень, закінчення — початок квітня. Тривалість сніжного покриву — 143 дні. Заморозки можливі до середини травня, бувають посухи.
Кількість опадів — 400 мм на рік. У розі вітрів спостерігається переважання південно-західних і західних вітрів.

### Рельєф
Рельєф міської території визначається знаходженням міста в середньому Заволжі (частина Російської рівнини). Волга протягом мільйонів років, підкоряючись закону Бера, зміщується в західному напрямі, підмиваючи Жигулівські гори. Таким чином на лівому березі річки утворилася серія акумулятивних терас.
Уріз води у Волзі в районі Тольятті становить 53 метри. Перша тераса повністю покрита Куйбишевським водосховищем, уступ другої є його берегом, утворюючи обрив заввишки 20-30 метрів. Тераса складена змінними шарами суглинків і супісків, нижче за які знаходиться темно-сіра глина з включеннями гальки і гравію. Рельєф другої тераси рівнинний, без ярів і балок. Перехід від другої тераси до верхньої (третьої) нечіткий, місцями у вигляді незначного ухилу.
Тольятті займає третю терасу Волги, піднесену на 50-60 метрів над найвищим рівнем водосховища. Простір тераси зберігає рельєф широкохвилястої рівнини з розвиненою мережею ярів і балок. Тераса складена жовтими дрібнозернистими пісками із смугами з глини. Пісочна підкладка є причиною дюнного рельєфу, закріпленого лісопосадками.
В межі міста, на північному заході Центрального району знаходиться невелике озеро, де в місці природного пониження рельєфу на поверхню пробиваються ґрунтові води.

### Флора і фауна
Тольятті розташований на межі лісостепової і степової зон. Всі три райони міста оточено лісами: переважно сосновими на заході, дубовими, осиковими, березовими, липовими на півдні. У Комсомольському районі в парку відпочинку немає жодного посадженого дерева. На території Ставропольського району, що оточує місто, водяться лосі, кабани, козулі, зайці, лисиці, десятки порід птахів, риб і комах, в Жигулівських горах ростуть унікальні, такі, що ніде більше не зустрічаються, рослини: гвоздика волзька (лат. Dianthus volgi-cus), молочай жигулівський (лат. Euphorbia zhiguliensis), чебрець жигулівський (лат. Thymus cimicinus) і десятки інших.

## Транспорт
У межах міського округу (міської ради) Тольятті знаходяться чотири залізничні станції: Тольятті, Хімзаводська, Жигулівське Море та Канал. Всі залізниці Тольятті підпорядковуються Куйбишевській залізниці.

У місті діють 47 маршрутів муніципальних автобусів, 61 маршрут маршрутних таксі, так само діють приміські маршрути, маршрути у дні масового відвідування цвинтарів та відомчі маршрути. Основні перевізники: МП «ТПАТП-3», ТОВ «АвтоФарт» та приватні перевізники.
Також у Тольятті розвинений тролейбусний рух: діє 22 маршрути і маршрут у дні масового відвідування цвинтарів. Перевізником є МП «Тольяттінське тролейбусне управління».
Розташування на березі Волги не могло не створити умови для використання річкового транспорту. У межах міста діє 5 пристаней: Річковий Вокзал, Копилове, Шлюзовий, Причал 6-го Кварталу і Автоград. З пристаней Тольятті здійснюються поромні переправи до причалів Усолля, Березівка, Климівка (через Новодевіччя, Підвалля) та прогулянкові рейси.

## Економіка
У Тольятті розташований найбільший автозавод Росії — АвтоВАЗ, хімічні заводи «ТольяттіАзот», «ТольяттіКаучук» та «КуйбишевАзот», завод цементного машинобудування «ВолгоЦемМаш», дві ТЕС, підприємства харчової, взуттєвої промисловості та інші підприємства.

### Демографія
Тольятті — єдине місто у Самарській області, в якому спостерігається природний приріст населення.

## Відомі люди
- Сіверська Любов Стефанівна – радянський будівельник, бригадир ізолювальників-покрівельників управління «Промбуд-2» «Куйбишевгідробуд», Герой Соціалістичної Праці (1973). Працювала на будівництві Жигулевської ГЕС, брала участь у будівництві Волзького Автозаводу, заводів «Волгоцеммаш», «Куйбишевазот», об'єктів житла та соцкультпобуту Тольятті.